# BIGBANG10 THE CONCERT : 0.TO.10
BIGBANG10 THE CONCERT : 0.TO.10는 2016년 7월부터 2017년 1월까지 일본, 한국, 홍콩에서 개최 된 그룹 데뷔 10주년을 기념하는 빅뱅의 콘서트 투어이다. 이 투어는 일본의 극장, 중국의 텐센트 QQ 및 네이저의 V앱을 통해 실시간 스트리밍 되었다. 그룹은 6개 도시에서 24회의 콘서트를 열었으며, 110만명이 넘는 관객을 동원했다.

## 공연과 기획 단계

### 일본
2016년 3월, 빅뱅은 7월 30일과 31일에 열리는 두 차례의 콘서트를 나가이 육상 경기장에서 10주년 기념 콘서트를 열 예정이라고 발표되었다. 450,000명이 넘는 사람들이 티켓을 신청하면서 7월 29일에 세 번째 콘서트가 추가되었다. 7월 30일 콘서트는 일본 47개 도시에서 148개의 극장을 통해 생중계되었다. 총 165,000장의 티켓은 3회만에 매진되었다. 7월 28일, YG 엔터테인먼트는 그룹의 네 번째 일본 돔 투어를 발표했다. 그들은 4년 연속 일본 돔 투어를 개최 한 최초의 외국인 아티스트 공연으로 자신의 기록을 깨뜨렸다. 압도적인 수요로 인해, 쿄세라 돔에서 앵콜 콘서트로 3회의 콘서트가 추가되어 총 관객수는 781,500명에 달하였다. YGEX는 9월 7일 이 투어가 0.TO.10를 축하하는 기념의 최종 프로젝트임을 발표했다. 100만명이 넘는 팬이 티켓을 신청했다.
이 콘서트는 빅뱅이 일본에서 가장 큰 콘서트 동원력을 발휘하는 것으로 나타났다.

### 한국
2016년 6월 그룹 데뷔 10 주년을 맞아 한국에서 콘서트가 8월 20일 서울 월드컵 경기장에서 열렸다. 이 콘서트의 표는 7월 14일에 구입할 수 있었으며, 구입 가능한 모든 티켓이 30분 이내에 매진되었다. 7월 18일 중국의 팬들을 위해 티켓 일부가 개설되었고, 9분 만에 모든 티켓이 매진되었다. 총 로그인 수는 1,988,000이며 동시에 Weying의 티켓 판매 플랫폼에서 최대 동시 로그인 수는 158만회이다. 티켓에 대한 엄청난 수요가 있은 후에는 5,000석이 추가되었다. 이 콘서트는 65,000명의 관객을 동원하며 한국에서 가장 많은 관객을 모은 콘서트가 되었다.
콘서트의 유료 라이브 스트리밍은 중국의 온라인 플랫폼인 텐센트와 네이버의 V앱을 통해 가능했다. 8월 24일 기준 콘서트를 스트리밍하는 전체 인원은 300만명이 넘었다. 이 콘서트는 100억원 이상의 매출을 올렸다.
앙코르 콘서트는 2017년 1월 7일과 8일에 고척스카이돔에서 개최될 것이라고 발표되었다.

### 팬미팅
이 콘서트는 빅뱅이 일본에서 7회 공연, 한국에서 1회 공연을 선보이는 'BIGBANG SPECIAL EVENT - HAJIMARI NO SAYONARA'라는 이름으로 팬들과 특별 이벤트를 가졌다.

## 세트 리스트
1. "천국"
2. "We Like 2 Party"
3. "Hands Up"
4. "Bad Boy"
5. "Loser"
6. "가라가라 고!!"
7. "Let's Talk About Love" + "Strong Baby" (승리 Solo)
8. "날개" + "날 봐, 귀순" (대성 Solo)
9. "Joyful" (대성 ft. 승리)
10. "Hearbreaker" + "크레용 (Crayon)" (G-DRAGON Solo)
11. "High High" (GD & TOP)
12. "Good Boy" (GD X TAEYANG)
13. "Doom Dada" (T.O.P Solo)
14. "눈, 코, 입" (태양 Solo)
15. "나만 바라봐" + "Ringa Linga" (태양 Solo)
16. "If You"
17. "하루하루"
18. "Bang Bang Bang"
19. "Fantastic Baby"
20. "맨정신 (Sober)"

Encore
1. "마지막 인사" + "붉은 노을" + "거짓말"
2. "코에오키카세떼"
3. "Feeling"

Re-encore
1. "Bae Bae"

- 7월 29일 콘서트에서 GD & TOP은 "High High" 대신 "뻑이 가요"를 불렀다.

1. "천국"
2. "We Like 2 Party"
3. "Hands Up"
4. "Bad Boy"
5. "Loser"
6. "Feeling"
7. "Let's Talk About Love" + "Strong Baby" (승리 Solo)
8. "날개" + "날 봐, 귀순" (대성 Solo)
9. "삐딱하게 (Crooked)" (대성 & 승리 cover G-Dragon)
10. "Hearbreaker" + "크레용 (Crayon)" (G-Dragon)
11. "High High" (GD&TOP)
12. "Good Boy" (GDxTAEYANG)
13. "아무렇지 않은 척" + "Doom Dada" (T.O.P Solo)
14. "눈, 코, 입" (태양 Solo)
15. "나만 바라봐" + "링가 링가 (Ringa Linga)" (태양 Solo)
16. "If You"
17. "하루하루"
18. "Bang Bang Bang"
19. "Fantastic Baby"
20. "맨정신 (Sober)"

Encore
1. "마지막 인사" + "붉은 노을" + "거짓말"
2. "Always"

Re-encore
1. "Bae Bae"

- 2017년 콘서트에서 빅뱅은 재 앵콜 일부 중에서 "하루하루", "Feeling"과 "Girlfriend" 대신 "에라 모르겠다 (Fxxk It)"와 "Last Dance"를 불렀다.

## 투어 일정
| 날짜             | 도시           | 국가           | 장소                                     | 스페셜/오프닝 게스트 | 관객 수        |
| 0.TO.10 콘서트   | 0.TO.10 콘서트 | 0.TO.10 콘서트 | 0.TO.10 콘서트                           | 0.TO.10 콘서트       | 0.TO.10 콘서트 |
| ---------------- | -------------- | -------------- | ---------------------------------------- | -------------------- | -------------- |
| 2016년 7월 29일  | 대판           | 일본           | 나가이 육상 경기장                       | Choice37             | 165,000        |
| 2016년 7월 30일  | 대판           | 일본           | 나가이 육상 경기장                       | Choice37             | 165,000        |
| 2016년 7월 31일  | 대판           | 일본           | 나가이 육상 경기장                       | Choice37             | 165,000        |
| 2016년 8월 20일  | 서울           | 대한민국       | 서울 월드컵 경기장                       | 싸이                 | 65,000         |
| 2016년 11월 5일  | 동경           | 일본           | 도쿄 돔                                  | 빈칸                 | 781,500        |
| 2016년 11월 6일  | 동경           | 일본           | 도쿄 돔                                  | 빈칸                 | 781,500        |
| 2016년 11월 19일 | 복강           | 일본           | 후쿠오카 Pay Pay 돔                      | 빈칸                 | 781,500        |
| 2016년 11월 20일 | 복강           | 일본           | 후쿠오카 Pay Pay 돔                      | 빈칸                 | 781,500        |
| 2016년 11월 25일 | 대판           | 일본           | 쿄세라 돔 오사카                         | 빈칸                 | 781,500        |
| 2016년 11월 26일 | 대판           | 일본           | 쿄세라 돔 오사카                         | 빈칸                 | 781,500        |
| 2016년 11월 27일 | 대판           | 일본           | 쿄세라 돔 오사카                         | 빈칸                 | 781,500        |
| 2016년 12월 2일  | 나고야시       | 일본           | 나고야 돔                                | 빈칸                 | 781,500        |
| 2016년 12월 2일  | 나고야시       | 일본           | 나고야 돔                                | 빈칸                 | 781,500        |
| 2016년 12월 4일  | 나고야시       | 일본           | 나고야 돔                                | 빈칸                 | 781,500        |
| 2016년 12월 9일  | 복강           | 일본           | 후쿠오카\|후쿠오카 pay pay 돔            | 빈칸                 | 781,500        |
| 2016년 12월 10일 | 복강           | 일본           | 후쿠오카\|후쿠오카 pay pay 돔            | 빈칸                 | 781,500        |
| 2016년 12월 11일 | 복강           | 일본           | 후쿠오카\|후쿠오카 pay pay 돔            | 빈칸                 | 781,500        |
| 2016년 12월 27일 | 대판           | 일본           | 쿄세라 돔 오사카                         | 빈칸                 | 781,500        |
| 2016년 12월 28일 | 대판           | 일본           | 쿄세라 돔 오사카                         | 빈칸                 | 781,500        |
| 2016년 12월 29일 | 대판           | 일본           | 쿄세라 돔 오사카                         | 빈칸                 | 781,500        |
| 2017년 1월 7일   | 서울           | 대한민국       | 고척스카이돔                             | 빈칸                 | 64,000         |
| 2017년 1월 8일   | 서울           | 대한민국       | 고척스카이돔                             | 빈칸                 | 64,000         |
| 2017년 1월 21일  | 가우룽완       | 홍콩           | 이스트 구룡 크루즈 터미널 야외 활동 광장 | Choice37             | 40,000         |
| 2017년 1월 22일  | 가우룽완       | 홍콩           | 이스트 구룡 크루즈 터미널 야외 활동 광장 | Choice37             | 40,000         |
| 합계             | 합계           | 합계           | 합계                                     | 합계                 | 1,115,500      |

## 스탭
| 주요 공연자 - 빅뱅 (지드래곤, T.O.P, 태양, 승리, 대성) 밴드 멤버 - 음악 감독/키보드 1: Gil Smith II - AMD/베이스: Omar Dominick - 드럼: Bennie Rodgers II - 키보드 2: Dante Jackson - 기타: Justin Lyons - 프로 툴스 프로그래머: Adrian "AP" Porter | 댄서: HI-TECH, CRAZY 댄스팀 음악, 비쥬얼 & 콘서트 - 콘서트 감독: 빅뱅, 이재욱 - 라이브 연기감독: 정치영 - 안무감독: 이재욱 - 스타일리스트: 지은 |

## 갤러리

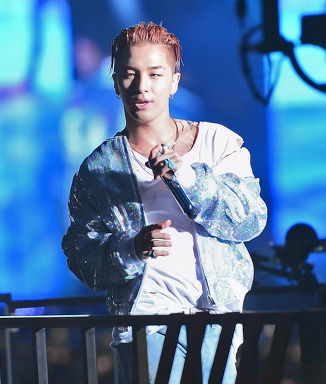
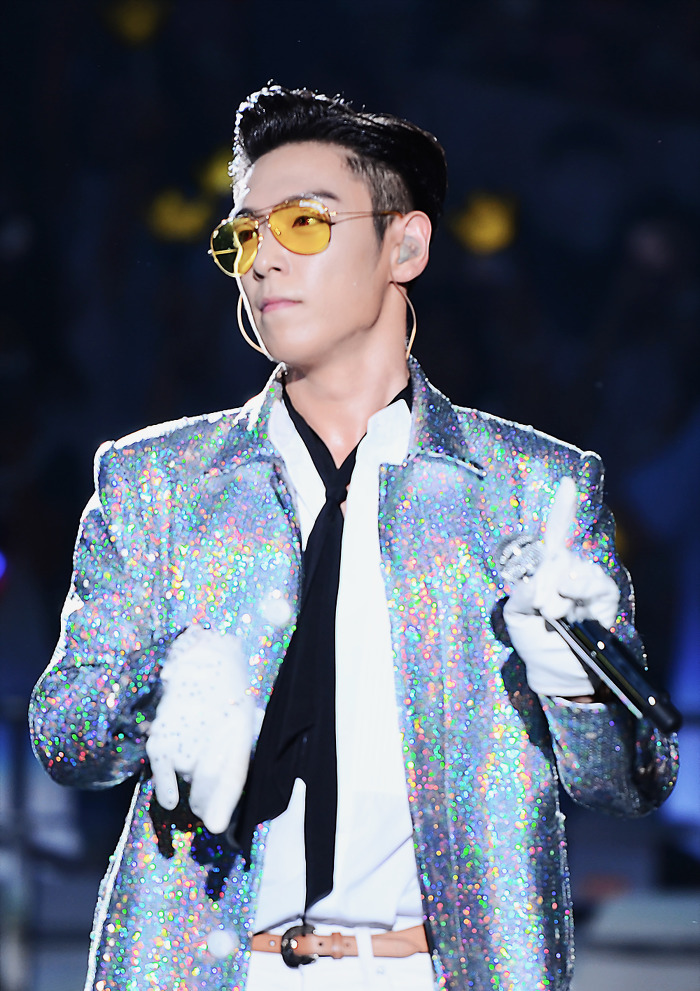
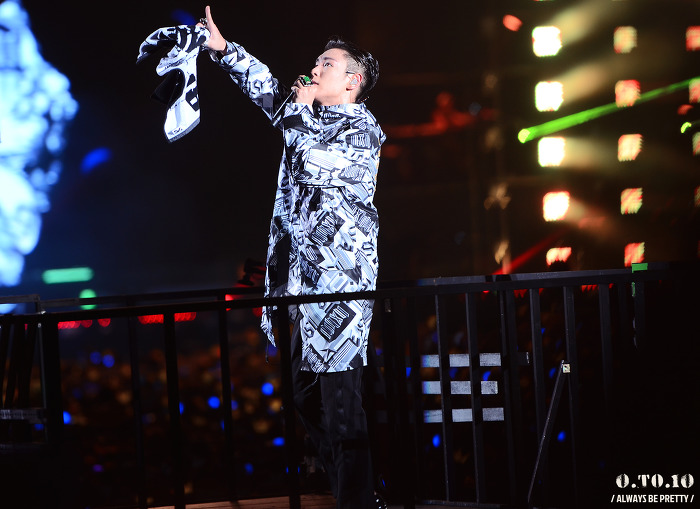
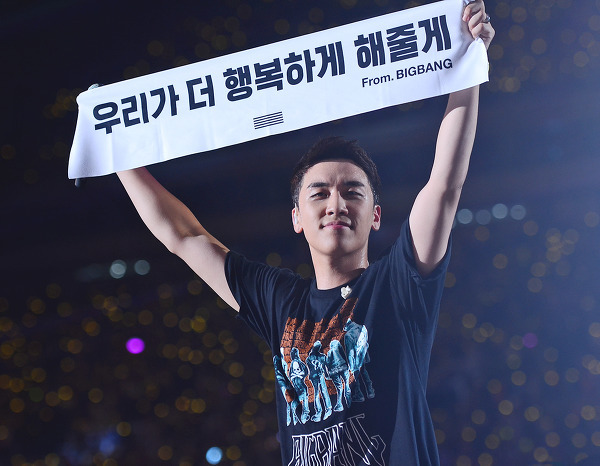
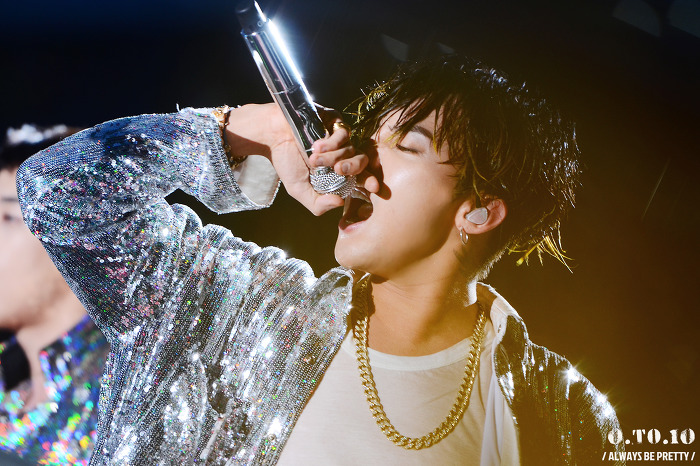
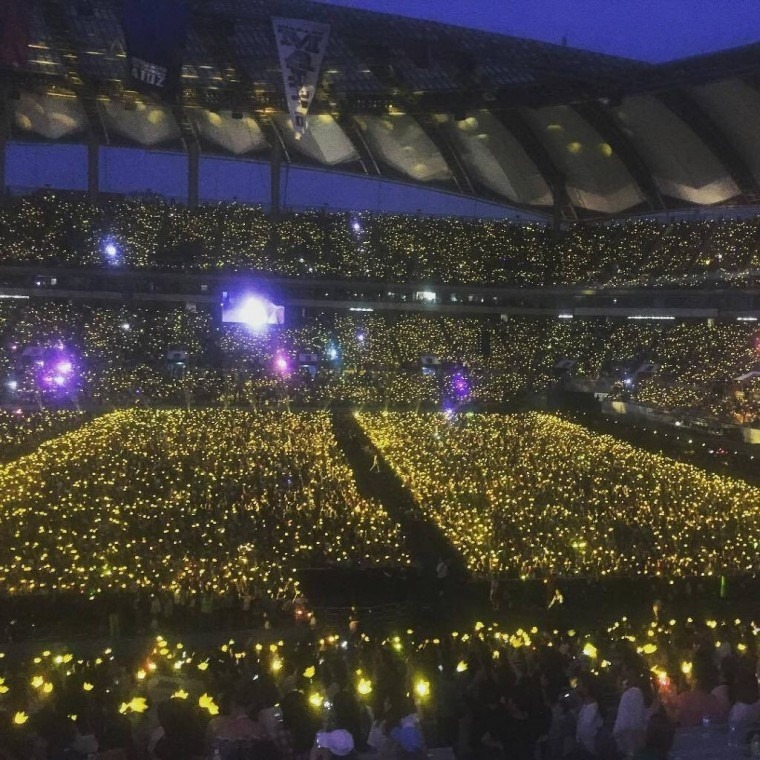
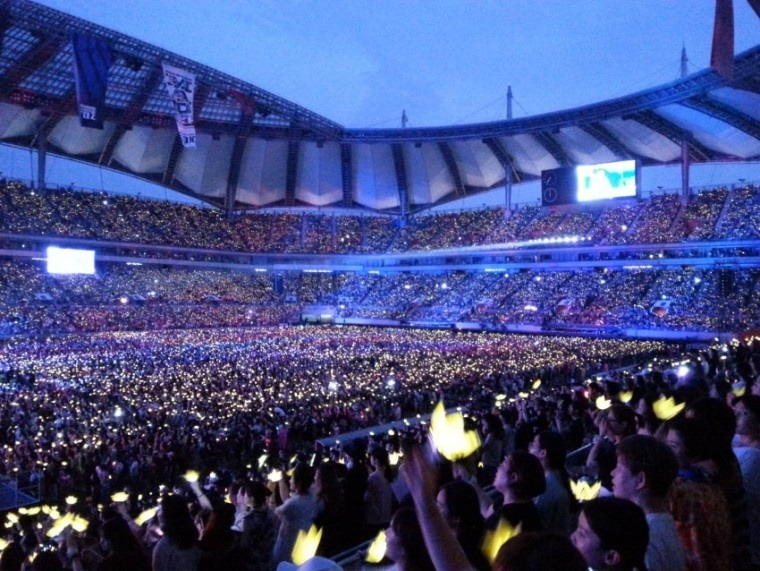
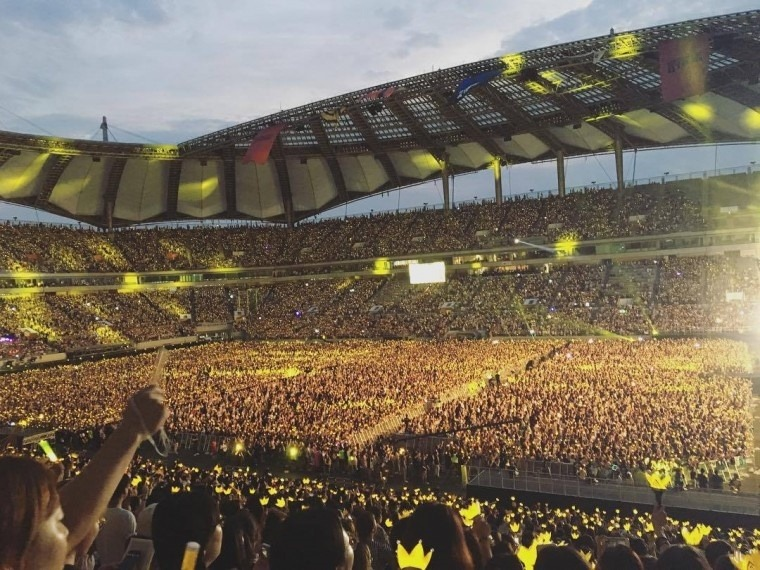
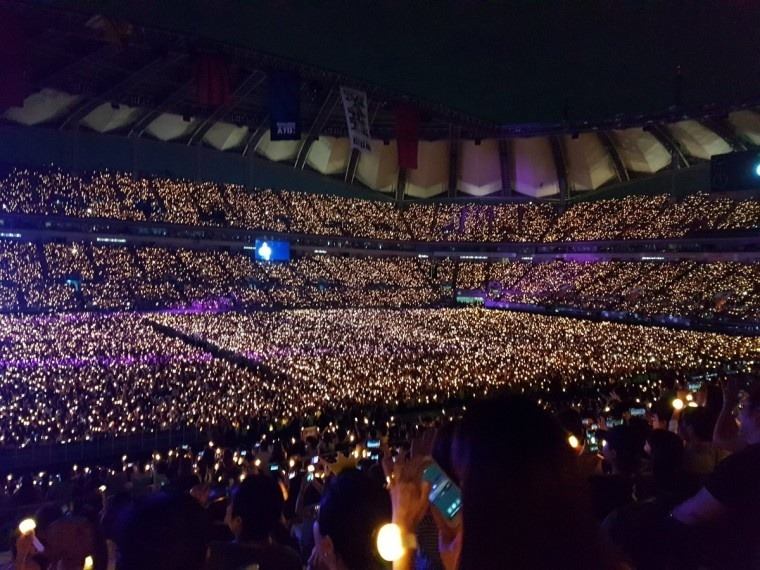
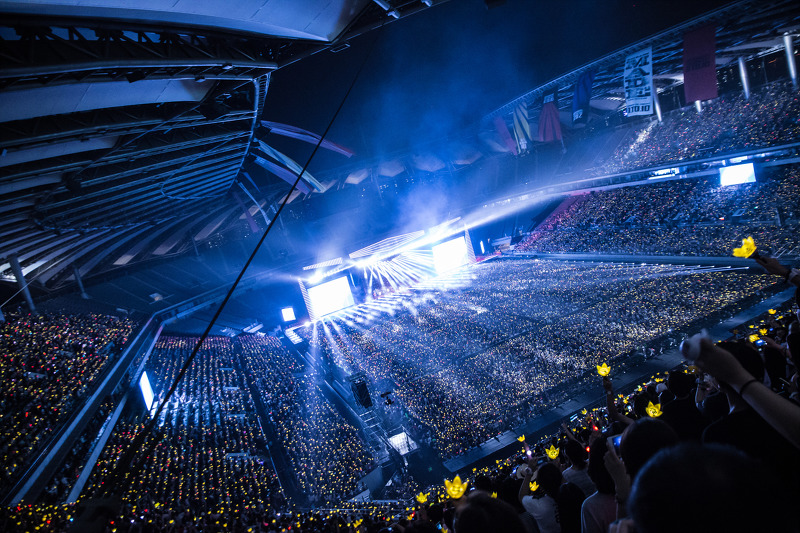
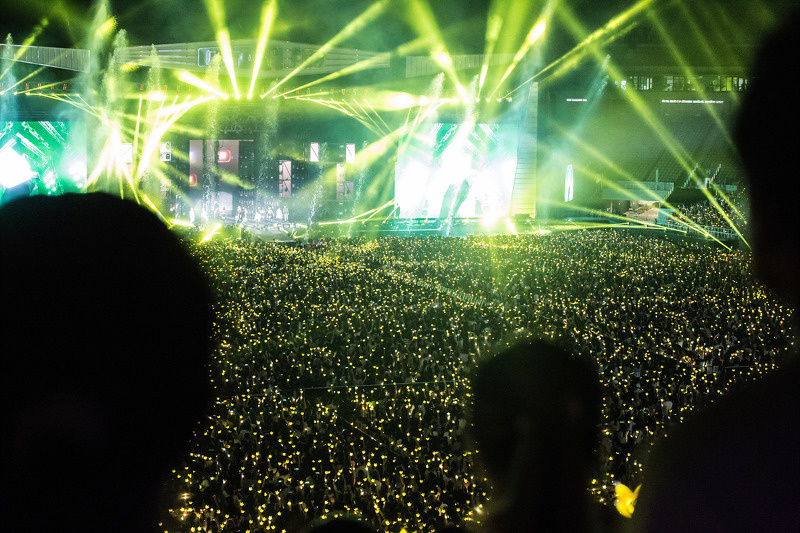
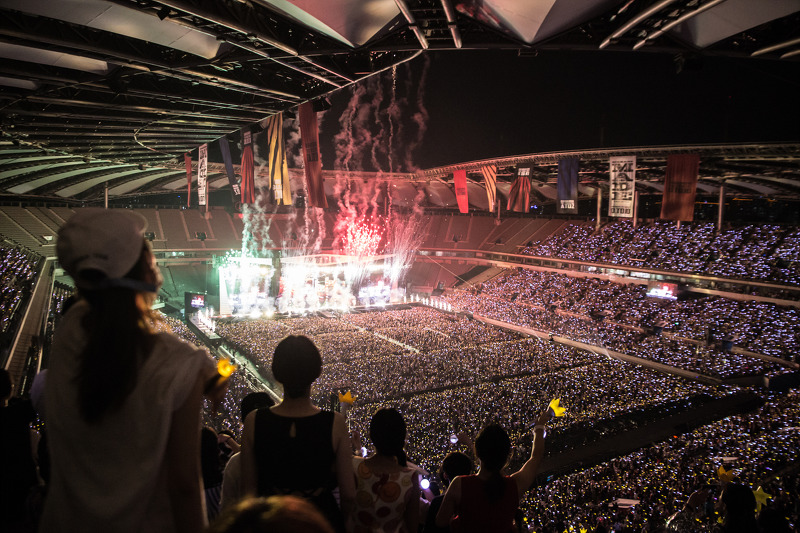